# Костелец на Орлици
Костелец на Орлици (чеш. Kostelec nad Orlicí) град је у Чешкој Републици. Град се налази у управној јединици Краловехрадечки крај, у оквиру којег припада округу Рихнов на Књежној.

## Становништво
Према подацима о броју становника из 2014. године град је имао 6.155 становника.

## Партнерски градови
- Цојленрода-Трибес